# سيرجيو بيرغمان
سيرجيو بيرغمان (بالإسبانية: Sergio Bergman)‏ هو صيدلي وحاخام وسياسي أرجنتيني، ولد في 23 يناير 1962 في بوينس آيرس في الأرجنتين. نشط حزبياً في اقتراح جمهوري. وقد انتخب Minister of the Environment and Sustainable Development ‏ (10 ديسمبر 2015 – ) وانتخب عضو مجلس النواب في الأرجنتين (25 ديسمبر 2013 – 10 ديسمبر 2015).